# دیانه لووبا
دیانه لووبا (انگلیسی: Diane Louoba؛ زادهٔ ۱۶ آوریل ۱۹۸۳) بازیکن هندبال زن اهل جمهوری دموکراتیک کنگو است که عضو تیم ملی هندبال زنان جمهوری دموکراتیک کنگو می‌باشد و در بازی‌های آفریقایی ۲۰۱۹ برندهٔ ۱ مدال برنز شده‌است.